# Gloria Naylor
Gloria Naylor (New York, 25 gennaio 1950 – Christiansted, 28 settembre 2016) è stata una scrittrice statunitense.

## Biografia
Gloria Naylor nasce il 25 gennaio 1950 a New York da Roosevelt e Alberta Naylor.
Dopo aver trascorso alcuni anni in Carolina del Nord e Florida come testimone di Geova, torna a New York nel 1975 e ottiene un B.A. in inglese nel 1981 presso il Brooklyn College e un M.A. in studi afro-americani all'Università Yale nel 1983.
Nel 1982 esordisce con Le donne di Brewster Place, romanzo che narra le difficili vite di 7 donne nere in un quartiere problematico con il quale ottiene un National Book Award l'anno successivo.
Successivamente dà alle stampe altri 5 romanzi che affrontano temi quali le discriminazioni razziali, la povertà, il sessismo e i diritti dei gay.
Muore a Christiansted il 28 settembre 2016 all'età di 66 anni a causa di un infarto.

## Opere

### Romanzi
- Le donne di Brewster Place (The Women of Brewster Place, 1982), Firenze, Le lettere, 2003 traduzione di Silvia Gambescia ISBN 88-7166-768-9.
- Linden Hills (1985)
- Mama Day (1988)
- Caffè Bailey (Bailey's Cafe, 1992), Milano, Feltrinelli, 1994 traduzione di Grazia Gatti ISBN 88-07-70055-7.
- The Men of Brewster Place (1998)
- 1996 (2005)

### Saggi
- Nigger: the meaning of a word (1986)

### Antologie
- Children of the Night di AA. VV. (1996)

## Adattamenti televisivi
- The Women of Brewster Place Miniserie TV, regia di Donna Deitch (1989) (soggetto dall'omonimo romanzo)
- Brewster Place Serie TV (1990) (soggetto dall'omonimo romanzo)

## Premi e riconoscimenti
- National Book Award per la narrativa: 1983 vincitrice nella sezione Opera prima con Le donne di Brewster Place
- Candace Award: 1986 nella categoria Letteratura
- Guggenheim Fellowship: 1988[8]
- American Book Awards: 1999 vincitrice con The Men of Brewster Place[9]